# María José Rienda
María José Rienda Contreras (Granada, 29 de junio de 1975) es una exesquiadora, gestora deportiva y política española. Fue presidenta del Consejo Superior de Deportes —la primera mujer al frente de este organismo— y secretaria de Estado para el Deporte del Gobierno de España liderado por Pedro Sánchez entre junio de 2018 y enero de 2020. De julio de 2015 hasta su nombramiento en 2018 fue directora general de Actividad y Promoción del Deporte de la Junta de Andalucía.
Como deportista desarrolló su carrera en el Equipo Nacional de Esquí entre 1989 y 2011. Es la esquiadora española con más victorias en la Copa del Mundo —un total de 6— y ha sido cinco veces olímpica.

## Biografía
Nació en Granada, siendo la mayor de tres hermanos. Cuando tenía 9 años su padre aceptó el puesto de portero de un edificio en la estación de esquí de Sierra Nevada, y allí se trasladó la familia. Rienda se formó como deportista en la Escuela de Sierra Nevada donde nació el Club Monachil de esquí. Desde los 14 años supo que quería dedicarse a esta actividad. También su hermana Raquel se dedicó al esquí pero dos lesiones frustraron su progresión.
Ha estudiado un máster en Dirección de Entidades e Instalaciones Deportivas por la Universidad de Granada, es técnica deportiva de esquí alpino además de máster en Dirección Estratégica y Digital Marketing por el Instituto Europeo para el Empleo.

## Trayectoria deportiva

### El Equipo Nacional de Esquí
Tras cosechar numerosos logros a nivel nacional, a los catorce pasó a formar parte del Equipo Nacional de Esquí.
Tras quedarse varias veces a las puertas, el 25 de octubre de 2003 consiguió por primera vez subir al pódium en una prueba de la Copa del Mundo, al ser tercera en el eslalon gigante de Soelden, Austria. En esa misma temporada volvió a conseguirlo otras dos veces, siendo tercera en el gigante de Maribor, Eslovenia, y segunda en el de Are, Suecia. Al final, acabó tercera en la general de la Copa del Mundo de Gigante, que ganó la sueca Anja Paerson.
La siguiente temporada, 2004-2005, empezó con un nuevo podio, repitiendo el tercer puesto del año anterior en Soelden, Austria. Poco después volvió a conseguir otro tercer puesto, ahora en St. Moritz, Suiza.

### La Copa del Mundo
Por fin, el 20 de febrero de 2005 María José hizo historia al ganar por primera vez una prueba de la Copa del Mundo. Fue en el eslalon gigante celebrado en la estación sueca de Åre, donde había sido segunda el año anterior. Esta vez venció por delante de la austriaca Nicole Hosp y de la sueca Anja Paerson. Era la primera esquiadora española que conseguía un éxito tan importante desde 1992 cuando lo hizo Blanca Fernández Ochoa.
Poco después volvió a conseguir otra victoria, esta vez en el eslalon gigante de Lenzerheide, en Suiza, en el último gigante de la temporada. Volvió a acabar la temporada en tercera posición de la clasificación general del gigante.

### Los Juegos Olímpicos
Además de sus actuaciones en la Copa del Mundo, María José Rienda ha participado en 5 ediciones de los Juegos Olímpicos de Invierno: Lillehammer 1994, Nagano 1998, Salt Lake City 2002, Turín 2006 y Vancouver 2010.
En la ciudad italiana fue la abanderada del equipo olímpico español. En Salt Lake estuvo entre las favoritas a ganar medalla en el Gigante, llegando incluso a estar tercera al terminar la primera manga. Finalmente, obtuvo un sexto lugar, lo que supone un gran mérito y lograr el diploma olímpico.

### Más logros deportivos
Además ha participado en siete ediciones de los Campeonatos Mundiales de Esquí: Sierra Nevada 1996, Sestriere 1997, Vail 1999, St. Anton 2001, St. Moritz 2003, Bormio 2005 y Garmisch-Partenkirchen 2011. Sus mejores resultados son dos novenos lugares, uno en Sestriere 1997 y otro en Bormio 2005, ambos en eslalon gigante.
La temporada 2005-2006 fue la más exitosa de su carrera al lograr cuatro victorias en pruebas de Eslalon Gigante de la Copa del Mundo: Aspen 10 de diciembre de 2005, dos en Ofterschwang 3 de febrero y 4 de febrero de 2006 y Hafjell 5 de marzo de 2006. Con estos resultados logró el subcampeonato de la Copa del Mundo de Eslalon Gigante tras la sueca Anja Paerson y un meritorio 13.er lugar en la general de la Copa del Mundo. Con estas victorias se convirtió en la española con más victorias en la Copa del Mundo de Esquí, con un total de 6, por delante de Blanca Fernández Ochoa que ganó 4.

### Lesiones
A finales de 2006, cuando se encontraba en Estados Unidos entrenando para la disputa de la temporada 2006-2007, sufrió una grave lesión en la rodilla derecha que le impidió tomar parte en ninguna prueba de esa temporada y también la primera prueba de la siguiente.
En noviembre de 2008, cuando disputaba el gigante de Aspen, volvió a sufrir una grave caída en la que se rompió el ligamento cruzado anterior de la rodilla izquierda, por lo que tuvo que volver a ser operada y por lo que se perdió la temporada 2008-2009.

### Retirada de la alta competición
Se retiró en abril de 2011, en octubre de ese mismo año recibió la Medalla de Oro de la Real Orden del Mérito Deportivo, concedida por el Consejo Superior de Deportes.

## Trayectoria institucional
Tras su retirada de la alta competición fue responsable de la Dirección del Programa Deportivo de la Estación de Esquí y Montaña de Sierra Nevada. En julio de 2015 fue nombrada directora general de Actividad y Promoción del Deporte de la Junta de Andalucía.
En junio de 2018 se convirtió en la primera mujer al frente del deporte español desde los cargos de presidenta del Consejo Superior de Deportes y secretaria de Estado para el Deporte del Gobierno de España. Tras aceptar el ofrecimiento del ministro José Guirao, se marcó tres objetivos principales sobre los que trabajar: la Ley del Deporte, la integración del deporte inclusivo y la igualdad para las mujeres en el deporte.
En noviembre de 2018 se hizo público que eludió el pago de impuestos a través de una sociedad instrumental. En enero de 2020 se anunció su sustitución por Irene Lozano al frente del CSD. En septiembre de 2021, la andaluza recibió el premio Premio Familias Samaranch y Fernández-Ochoa al deporte de invierno en los Premios Patrocina un Deportista 2021 que se otorga anualmente en España a destacadas personalidades del mundo deportivo y recauda fondos para apoyar a deportistas olímpicos y paralímpicos individuales que se preparan para los Juegos Olímpicos. Esta edición ha estado patrocinada por Telefónica, Endesa, Phi4Tech, Matrix, SEK, Fundación Rementería, Alimentos de Extremadura y Diputación de Badajoz.

## Palmarés

### Juegos Olímpicos
- 5 Participaciones (9 pruebas)
- Mejor resultado: 6.ª en Eslalon Gigante en Salt Lake City 2002

### Mundiales
- 7 Participaciones (14 pruebas)
- Mejor resultado: 9.ª en Eslalon Gigante en Sestrire 1997 y en Bormio 2005

### Copa del Mundo
- 16 Participaciones (173 pruebas)
- Mejor clasificación General: 13.ª en la temporada 2005/2006
- Mejor clasificación General Especialidad: 2.ª en Eslalon Gigante en la temporada 2005/2006 (y 3.ª en la 2003-2004 y en la 2004-2005)
- 11 Podios
- 6 victorias:

| Fecha                   | Lugar        | País           | Disciplina      |
| ----------------------- | ------------ | -------------- | --------------- |
| 20 de febrero de 2005   | Åre          | Suecia         | Eslalon Gigante |
| 13 de marzo de 2005     | Lenzerheide  | Suiza          | Eslalon Gigante |
| 10 de diciembre de 2005 | Aspen        | Estados Unidos | Eslalon Gigante |
| 3 de febrero de 2006    | Ofterschwang | Alemania       | Eslalon Gigante |
| 4 de febrero de 2006    | Ofterschwang | Alemania       | Eslalon Gigante |
| 5 de marzo de 2006      | Kvitfjell    | Noruega        | Eslalon Gigante |

## Premios, reconocimientos y distinciones
- Medalla de Oro de la Real Orden del Mérito Deportivo, otorgada por el Consejo Superior de Deportes (2011)
- Premio Familias Samaranch y Fernández-Ochoa al deporte de invierno en los Premios Patrocina un Deportista 2021